# 冷壓果汁

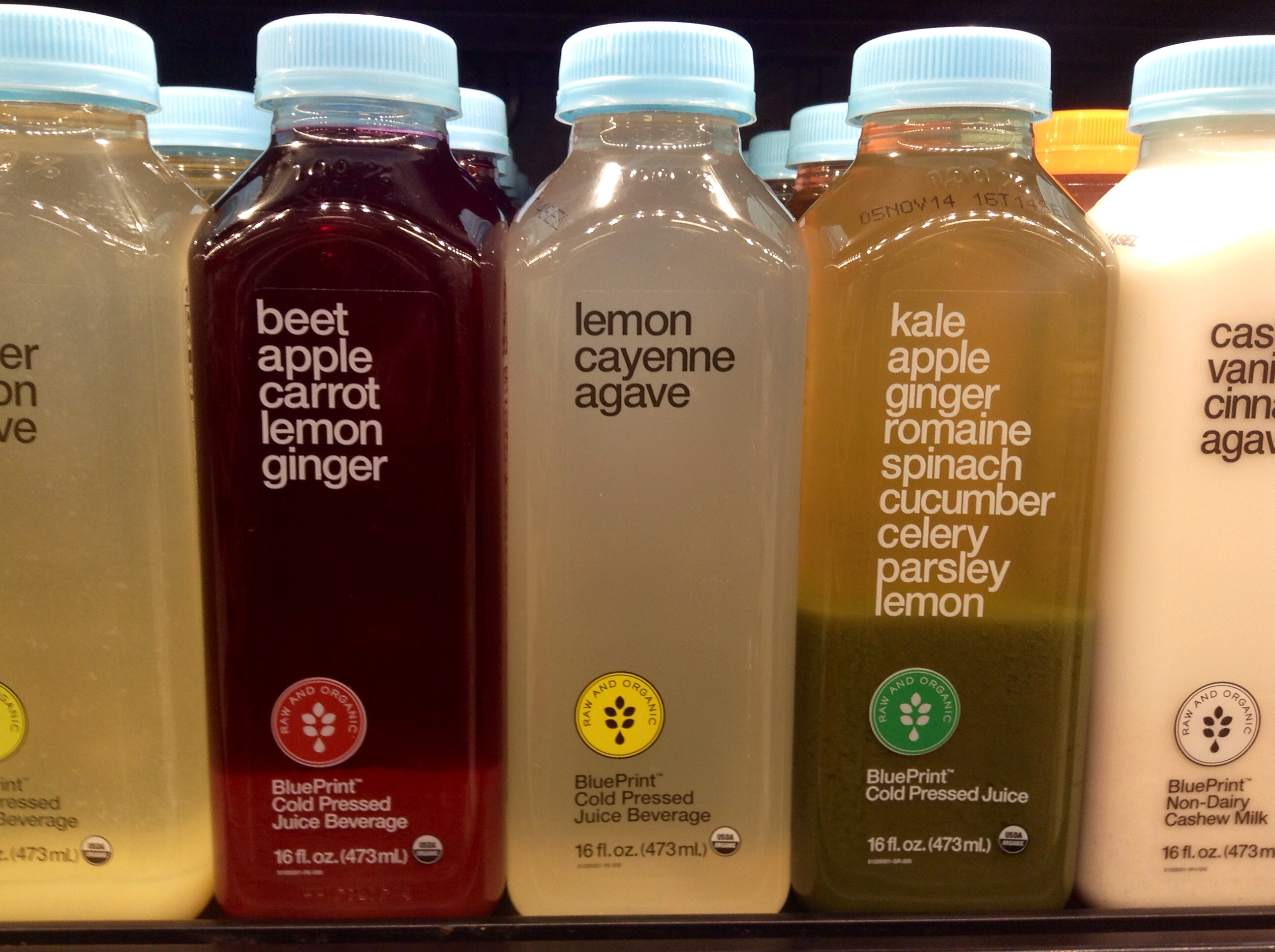
冷壓果汁

冷壓果汁是用液壓方式從水果及蔬菜中榨取的果汁，不是使用離心或是螺旋输送等榨取的果汁。
冷壓果汁沒有經過巴斯德消毒法也沒有經過高壓處理（high-pressure processing、HPP），在冰箱中最多可以存放三天，若再存放，其中的植物化學物及微量营养素就會開始分解。有些製造商使用特殊技術可以減緩氧化，讓冷壓果汁可以在冰箱存放略久一些。這種果汁的商品生產已有數十年，但在2013年起在一些國家更加的普及。一般來言，冷壓果汁會比其他的果汁要貴，因為是100%由蔬果製成，沒有任何添加物。像在美國，355mL的冷壓果汁價格曾貴到美金12元。

## 製造過程
冷壓果汁的生產可分為二個步驟。第一步驟是將水果或蔬菜切碎或壓縮為蔬果泥。若是工業生產，切碎過程會用旋轉鋼盤來進行。成品會送到有大進料斗的管路中，將蔬果泥送到過濾袋。第二步驟是液壓沖床，將放在過濾袋中的蔬果泥置於二平板內，施加極大的壓力。壓力會使蔬果泥中的果汁及水份流到下方的收集盤內，只有果渣會留在過濾袋內。果渣可能會作為堆肥、在食物中再利用，或是丟棄。
有垂直沖壓層的工業標準液壓冷壓技術是由Dale E. Wettlaufer在1983年發明的。垂直沖壓層以及開口過濾袋讓沖床的進料及清空簡單很多，而傳統的架布法（rack-and-cloth method）需將處理後的水果包裹在布中。
取得的冷壓果汁可以生飲，製造商也可能用巴斯德消毒法或食品高壓殺菌（HPP）來延長儲存時間，並去除可能有害的微生物。若是用巴斯德消毒法或食品高壓殺菌，可以存放30天。若沒有消毒法，將果汁放在冰箱，約六天後其植物化學物及微量营养素就會明顯分解。